# Extensions (McCoy Tyner)
| Recensione | Giudizio |
| ---------- | -------- |
| AllMusic   |          |

Extensions è un album del pianista jazz statunitense McCoy Tyner, pubblicato dalla casa discografica Blue Note Records nel marzo del 1973 .

## Tracce

### LP
Lato A
Musiche di McCoy Tyner.
1. Message from the Nile – 12:10
2. The Wanderer – 7:35

Lato B
Musiche di McCoy Tyner.
1. Survival Blues – 13:02
2. His Blessings – 6:41

## Musicisti
- McCoy Tyner – pianoforte
- Alice Coltrane – arpa
- Wayne Shorter – sassofono tenore, sassofono soprano
- Gary Bartz – sassofono alto
- Ron Carter – contrabbasso
- Elvin Jones – batteria

Note aggiuntive
- Duke Pearson – produttore
- Registrazioni effettuate il 9 febbraio 1970 (Van Gelder Studio, Englewood Cliffs, New Jersey, Stati Uniti d'America)
- Rudy Van Gelder – ingegnere delle registrazioni
- Norman Seeff – art direction copertina album originale
- Jon Echevarrieta – design copertina album originale
- Clifford Janoff – foto copertina album originale
- André Perry – note retrocopertina album originale [3]